# Ville Valo
Ville Hermanni Valo (født 22. november 1976) er frontmand og forsanger i det finske band HIM.
Valo bor i Helsinki (Helsingfors) i Finland .
Han er søn af Anita af ungarsk afstamning og den finske Kari. Valo blev født i Vallila, en lille forstad til Helsinki.
Ville Hermanni Valo opfandt tegnet Heartagram. Han brugte tegnet til at symbolisere bandet HIM. Heartagrammet symboliserer grænserne mellem kærlighed og had. Ville Valo opfandt heartagrammet, så folk der så det ville tænke på HIM. Men det er ikke alle der gør det, for Villes gode ven Bam Margera. har fået tilladelse til at bruge tegnet så mange tror at det er Bam selv der har tegnet.
Valo sammen med guitaristen Mikko "Linde" Lindström og bassisten Mikko "Mige" Paananen startede bandet His Infernal Majesty, kendt som HIM, i 1991 i Helsinki. I dag består bandet af Ville Valo som vokalist, guitaristen Linde, bassisten Mige, trommeslager Gas og Burton på keybord.
Valo og tidligere kæreste, finsk tv-vært og model Jonna Nygren, forlovede sig på Ruisrock 2005. Forlovelsen blev dog brudt i begyndelsen af 2006.
På grund af Valos alkoholmisbrug, indlagde han sig frivilligt på en afvænningsklinik i Californien i midten af 2007 og har været ædru siden.
Den 8. februar 2010 udgiver Ville Valo og HIM, bandets syvende album Screamworks: Love in Theory and Practice.